# Naoki Chiba
Naoki Chiba (千葉 直樹 Chiba Naoki?, nacido el 24 de julio de 1977 en Miyagi) es un exfutbolista japonés. Jugaba de centrocampista y su único club fue el Vegalta Sendai de Japón.

## Trayectoria

### Clubes
| Club           | País  | Año         |
| -------------- | ----- | ----------- |
| Vegalta Sendai | Japón | 1996 - 2010 |

## Palmarés

### Títulos nacionales
| Título    | Club           | País  | Año  |
| --------- | -------------- | ----- | ---- |
| J2 League | Vegalta Sendai | Japón | 2009 |